# Andrea Lo Cicero
Andrea Lo Cicero Vaina (Catania, 7 de mayo de 1976) es un exjugador italiano de rugby que se desempeñaba como pilar. Fue internacional con la Azzurri de 2000 a 2013.

## Carrera
Nacido en Catania en una familia con ascendencia nobiliaria (de ahí el apodo de Barone con el que todavía se le conoce), Andrea Lo Cicero, sobrino de un jugador de rugby (su tío Michele fue jugador del Amatori Catania), fue iniciado en el rugby por Pippo Puglisi, su profesor de educación física y además hermano de Antonio “Nino” Puglisi, internacional Azzurro en los años 70 y entrenador.
En su época juvenil comenzó a jugar en el Amatori Catania, con 17 años, en 1993. Pero no sería hasta el 24 de septiembre de 1995, contra el Piacenza, que debutara en el campeonato italiano; con el club siciliano continúa hasta 1997, cuando se va al Bolonia para jugar la siguiente temporada. Después, en 1998 fue transferido al Rovigo.
Al verano siguiente, otro traspaso, esta vez al Rugby Roma, con los que conseguiría su único Scudetto en la temporada 1999-2000.
En 2001, tras dos temporadas en Roma, se cambia de nuevo, esta vez a Francia al Toulouse, donde permanece una temporada y media antes de regresar en febrero de 2003 a la capital italiana, esta vez a la S.S. Lazio, donde compaginó el trabajo como jugador y como entrenador durante los dos años que estuvo allí.

## Selección nacional
Fue convocado a la Azzurri por primera vez para el Torneo de las Seis Naciones 2000 y debutó contra La Rosa. A partir de ese momento, jugaría todos los partidos del torneo como titular y además participaría en los test matches de mitad de año.
En el verano de 2004 vuelve a cambiar de equipo, esta vez se va al L'Aquila. Pero ese año sería importante en la carrera del siciliano por dos episodios: el primero tuvo lugar en el stadio Ferraris de Génova, en un partido que enfrentaba a Italia y a Nueva Zelanda, cuando consiguió anotar un ensayo; la otra llegaría menos de un mes después, la llamada de los Barbarians, debutando el 4 de diciembre en Twickenham contra los All Blacks de nuevo. Al poco de empezar el segundo tiempo, Lo Cicero anotó uno de los 3 ensayos de su equipo que, aun así, perdería por 19-47.
Después de la llamada inicial en 2004 formaría parte de la selección de los Barbarians también en 2005 y 2006.
En 2007 siguió al seleccionador Berbizier a París, para jugar junto con su compañero el hooker Carlo Festuccia en el Racing Métro 92, allí juega desde el verano, consiguiendo el ascenso al Top 14 (primera división del rugby francés) en 2009.
Aunque el nuevo seleccionador azzurro (Nick Mallett) no ha contado mucho con Lo Cicero, en el Seis Naciones 2008, en el partido contra Francia, consiguió alcanzar los 75 partidos como internacional.
En total jugó 103 partidos y marcó 40 puntos, obtenidos con ocho tries.
Desde el año 2009, no ha vuelto a jugar ningún partido con la selección, pero de nuevo ha sido convocado para jugar la gira de otoño en este 2010.
En el Torneo de las Seis Naciones 2013, Andrea Lo Cicero apareció como titular en las tres primeras jornadas, pero fue sustituido por Alberto de Marchi en el minuto 56 (en el primer partido, ante Francia), en el minuto 59 (segundo partido, ante Escocia) y en el minuto 54 (tercer partido, contra Gales). En la cuarta jornada, frente a Inglaterra, Lo Cicero no apareció como titular, sino como suplente; sustituyó a De Marchi en el minuto 76. En la quinta jornada, la histórica victoria contra Irlanda, Lo Cicero salió como titular y fue sustituido por Michele Rizzo en el minuto 64. Fue el partido de la retirada del gran pilar de Racing Métro, poniendo así punto final "a su dilatada carrera internacional con un total del 103 'caps', 49 de ellas en el VI Naciones, y que puso en pie el Olímpico de Roma".

### Participaciones en Copas del Mundo
En Australia 2003 bajo el mando del entrenador John Kirwan, Lo Cicero jugaría como titular en tres de los cuatro partidos.
Bajo el cargo del francés Pierre Berbizier, Lo Cicero en Francia 2007 jugó los cuatro partidos; dos de titular y dos desde el banquillo.
| Mundial                       | Sede          | Resultado      | PJ | Tries |
| ----------------------------- | ------------- | -------------- | -- | ----- |
| Copa Mundial de Rugby de 2003 | Australia     | Fase de grupos | 3  | 0     |
| Copa Mundial de Rugby de 2007 | Francia       | Fase de grupos | 4  | 0     |
| Copa Mundial de Rugby de 2011 | Nueva Zelanda | Fase de grupos | 3  | 0     |

## Palmarés
- Campeón del Top12 de 1999–00.